# ادوارد ویلموت بلایدن
ادوارد ویلموت بلایدن (۳ اوت ۱۸۳۲–۷ فوریه ۱۹۱۲) یک معلم، نویسنده، دیپلمات و سیاستمدار لیبریایی بود که عمدتاً در غرب آفریقا فعال بود. او در هند غربی دانمارک به دنیا آمد و به موج مهاجران سیاه‌پوست از قاره آمریکا که به این کشور مهاجرت کردند پیوست. بلایدن در اوایل قرن بیستم به مدت پنج سال در مستعمره بریتانیای آفریقای غربی سیرالئون معلم شد. نوشته‌های او در مورد پان آفریقایی‌گرایی در سراسر آفریقای غربی اثرگذار شد و در کشورهایی مانند ایالات متحده نیز مورد توجه قرار گرفت. او معتقد بود که صهیونیسم الگویی برای آنچه او اتیوپییسم می‌نامید است و آمریکایی‌های آفریقایی‌تبار می‌توانند به آفریقا برگردند و در بازسازی این قاره کمک کنند.
بلایدن در جوانی به دلیل استعداد و انگیزه اش شناخته شد. او توسط جان ناکس، وزیر پروتستان آمریکایی در سانکت توماس آموزش دیده و راهنمایی شد و او را تشویق کرد که تحصیلات خود را در ایالات متحده ادامه دهد. در سال۱۸۵۰ بلایدن به دلیل نژادش از پذیرش در سه مدرسه علمیه شمالی امتناع کرد. ناکس او را تشویق کرد که به لیبریا برود، مستعمره ای که انجمن استعمار آمریکا برای رنگین پوستان آزاد ایجاد کرده بود. بلایدن در سال۱۸۵۰ مهاجرت کرد و حرفه و زندگی خود را در آنجا گذراند. او در خانواده ای سرشناس ازدواج کرد و خیلی زود به کار روزنامه‌نگاری پرداخت. ایده‌های بلایدن تا به امروز اثرگذار هستند.

### کتاب‌ها
- ندای مشیت به نوادگان آفریقا در آمریکا، گفتار ارائه شده به جماعت‌های رنگارنگ در شهرهای نیویورک، فیلادلفیا، بالتیمور، هریسبورگ، در تابستان ۱۸۶۲، در پیشنهاد لیبریا: بودن آدرس، موعظه، و غیره، جدید یورک: جان آ. گری، ۱۸۶۲.
- مسیحیت، اسلام و نژاد سیاهپوست، لندن، ۱۸۸۷; چاپ دوم ۱۸۸۸; انتشارات دانشگاه ادینبورگ، چاپ سوم، ۱۹۶۷; چاپ مجدد نسخه ۱۸۸۸، بالتیمور، مریلند: مطبوعات کلاسیک سیاه، ۱۹۹۴.
- زندگی و آداب و رسوم آفریقایی، لندن: سی ام فیلیپس، ۱۹۰۸; چاپ مجدد بالتیمور، مریلند: مطبوعات کلاسیک سیاه، ۱۹۹۴.
- غرب آفریقا قبل از اروپا: و آدرس‌های دیگر، تحویل در انگلستان در سال‌های ۱۹۰۱ و ۱۹۰۳، لندن: سی ام فیلیپس، ۱۹۰۵.

### مقالات و سخنرانی‌ها
- "آفریقا برای آفریقایی ها"، مجله مخزن آفریقا و استعمار، واشینگتن، دی سی: ژانویه ۱۸۷۲.
- «ندای مشیت به نوادگان آفریقا در آمریکا»، گفتمانی که در تابستان ۱۸۶۲ به جماعت‌های رنگارنگ در شهرهای نیویورک، فیلادلفیا، بالتیمور، هریسبورگ، در پیشنهاد لیبریا: بودن خطاب، موعظه و غیره ارائه شد.، نیویورک: جان آ. گری، ۱۸۶۲.
- "عناصر تأثیر دائمی"، گفتار ارائه شده در کلیسای سنت پرزبیتریان پانزدهم، واشینگتن دی سی، یکشنبه، ۱۶ فوریه ۱۸۹۰، واشینگتن دی سی: RL Pendleton (منتشر شده بر اساس درخواست)، ۱۸۹۰ (میزبانی در موزه مجازی ادوارد دبلیو. بلایدن).
- "لیبریا به عنوان وسیله، نه هدف"، سخنرانی استقلال لیبریا: ۲۶ ژوئیه ۱۸۶۷; مجله مخزن آفریقا و استعمار، واشینگتن دی سی: نوامبر ۱۸۶۷.
- "سیاهپوستان در تاریخ باستان، لیبریا: گذشته، حال و آینده"، بررسی فصلنامه متدیست، واشینگتن دی سی: چاپگر ام گیل و ویترو.
- "منشاء و هدف استعمار آفریقا"، گفتاری که در شصت و ششمین سالگرد انجمن استعمار آمریکا، واشینگتن، دی سی، ۱۴ ژانویه ۱۸۸۳، واشینگتن، ۱۸۸۳ ارائه شد.
- یا یک تیغه، گزارش در مورد اکسپدیشن فالابا ۱۸۷۲، خطاب به جلالتمآب فرماندار جی. پوپ هنسی، CMG، منتشر شده توسط مرجع فری تاون، سیرالئون. چاپ شده در اداره دولتی، ۱۸۷۲.
- "لیبریا در صدمین سالگرد آمریکا"، بررسی فصلنامه متدیست، ژوئیه ۱۸۷۷.
- «آمریکا در آفریقا»، وکیل مسیحی اول، ۲۸ ژوئیه ۱۸۹۸، دوم، ۴ اوت ۱۸۹۸.
- "سیاهپوستان در ایالات متحده"، ژانویه ۱۹۰۰.